# Cerapteryx albiceps
Cerapteryx albiceps är en fjärilsart som beskrevs av George Francis Hampson 1894. Cerapteryx albiceps ingår i släktet Cerapteryx och familjen nattflyn. Inga underarter finns listade i Catalogue of Life.